# Nightshade Forests
Nightshade Forests to minialbum zespołu Summoning, wydany w 1997 roku przez Napalm Records. Zawarty na nim materiał (z wyjątkiem ostatniego utworu) pochodzi z sesji nagraniowej Dol Guldur i uznawany jest za drugą jego część, mimo że stanowi odrębną produkcję. Odgłosy walki w utworze Flesh and Blood pochodzą z filmu Braveheart. Waleczne serce Mela Gibsona.

## Lista utworów
1. Mirkwood - 9:45
2. Kortirion Among the Trees - 8:50
3. Flesh and Blood - 7:54
4. Habbanan Beneath the Stars - 7:15

## Twórcy
- Protector (Richard Lederer) - śpiew, gitara elektryczna, instrumenty klawiszowe, programowanie perkusji
- Silenius (Michael Gregor) - śpiew, gitara basowa, instrumenty klawiszowe